# Трушкин, Леонид Григорьевич
Леонид Григорьевич Трушкин (род. 10 ноября 1951, Ленинград) — советский и российский актёр, театральный режиссёр, Заслуженный деятель искусств России (2001), основатель Театра Антона Чехова Частная Антреприза.

## Биография
Родился 10 ноября 1951 года в Ленинграде. Первые впечатления от театрального закулисья Леонид получил в детстве, в начале 1960-х годов, когда вместе с мамой он пришёл на спектакль ленинградского ТЮЗа «Золотой ключик».
Леонид Трушкин окончил Щукинское училище в 1973 году, поступил в Ленинградский театр комедии, затем работал в Московском областном театре драмы, а потом в Театре Маяковского, где сыграл Треплева Чеховской «Чайке». Как актёр свою карьеру развивал недолго. В 1971 году он участвовал в спектакле Вахтанговского театра «Антоний и Клеопатра» в постановке Евгения Симонова в роли Диомеда. А также в фильме 1973 года С. И. Самсонова «Много шума из ничего», кадры из которого показывались в наше время, так как одной из актрис фильма была Галина Логинова, мама будущей голливудской кинозвезды Миллы Йовович. В 1986 году Леонид Трушккин поступил на режиссёрское отделение ГИТИСа в мастерскую А. В. Эфроса, под впечатлением от которого начинающий режиссёр и поставил свою первую пьесу «Вишнёвый сад» Антона Чехова, эта постановка стала основой Театра Антона Чехова, созданного Трушкиным и Евгением Роговым в 1989 году, по принципу частной антрепризы, в которой впоследствии участвовали уже состоявшиеся актёры, обеспечивавшие «кассу» театру: Любовь Полищук, Олег Басилашвили, Евгений Евстигнеев, Геннадий Хазанов, Александр Ширвиндт, Людмила Гурченко, Константин Райкин и другие.
В антрепризе были поставлены спектакли Чехова «Вишнёвый сад», трагедия Шекспира «Гамлет», в 1992 году, совместно с театром «Сатирикон» спектакль «Сирано де Бержерак» по пьесе Эдмона Ростана, сочинённой им в 1897 году. Дальнейшее развитие репертуар театра получил в пьесах западных авторов, в переводе на русский язык, таких как канадский драматург Бернард Слэйд и его пьесы «Там же, тогда же…», и «Чествование» (спектакль ставился позднее Михаилом Козаковым в 1999 году на сцене Театра имени В. Ф. Комиссаржевской). В конце 1990-х годов в театре шли успешные постановки «Ужин с дураком», «Цена» А. Миллера и «Поза эмигранта» по пьесе Ганны Слуцки «Банкир», в 1997 году для участия в этой постановке Трушкин пригласил эстрадную певцу Анжелику Варум.
Леонид Трушкин был трижды женат, от первого брака с Галиной, актрисой театра Додина, родилась дочь Елизавета, от третьего брака дочери Анна и Анастасия. Второй женой Трушкина была Елена Черкасская, памяти которой был посвящён спектакль «Смешанные чувства», поставленный по пьесе американского сценариста и драматурга Ричарда Баэра. Премьера состоялась 10 октября 2003 года в Театре эстрады.
Ксения Ларина о спектакле:
«Смешанные чувства» — история о людях уже не второй, а третьей четверти жизни, о людях, потерявших свои половинки и наивно пытающихся возродить их друг в друге. Обмануть смерть, обмануть любовь, вернуть себе семью со всеми её милыми банальностями, которые мы пафосно называем традициями — семейными обедами, еженедельными встречами с детьми и внуками, с утренними поцелуями и вечерними ссорами. Спектакль Леонид Трушкин посвятил памяти своей ушедшей жены — Леночки Черкасской. Эту глубоко личностную историю очень тонко чувствуют актёры — иначе откуда такая удивительная бережность по отношению друг к другу, такое внимательное вслушивание и всматривание…"
В 2006 году Трушкина пригласили в театр на Малой Бронной на положение художественного руководителя, которое занимали Лев Дуров и Андрей Житинкин, (Андрон Кончаловский был приглашённым режиссёром).
Леонид Трушкин так рассказал о столь знаменательном событии газете «Вечерняя Москва»:
«Важно одно — у людей должно быть право выбора: быть крепостными или рисковать. Мне кажется, когда человек свободен, он по-другому относится к профессии, понимая, что многое зависит от его формы и от него самого».
В 2007 году Леонид Трушкин поставил пьесу Франсуазы Саган «Счастье, нечёт и пас» , написанную в 1964 году о прожигающей жизнь русской аристократии в эмиграции. В Париже пьеса имела большой успех, в ней играли Жан-Луи Трентиньян и Жюльетт Греко.
Меньше года понадобилось режиссёру, чтобы объявить о своём уходе, объяснив его «отсутствием реформ в абсурдной театральной системе» В интервью газете «Вечерняя Москва» Леонид Трушкин образно описал ситуацию:
«…Меня пригласили к „больному“, но „больной“ оказался „покойником“…»
В настоящее время спектакли Трушкина идут в Театре эстрады.

## Постановки
- 1990 — «Вишнёвый сад» А. П. Чехова
- 1991 — «Там же, тогда же…», Бернард Слейд
- 1991 — «Чествование» (англ.), пьеса Бернарда Слейда, премия «Золотой Остап»
- 1992 — «Сирано де Бержерак» Эдмона Ростана[9]
- 1994 — «Гамлет» Уильяма Шекспира
- 1995 — «Подземка», пьеса Баэра
- 1996 — «Игрушечный побег» по мотивам «Путешествия Голубой стрелы» Джанни Родари
- 1997 — «Недосягаемая» Сомерсета Моэма
- 1997 — «Поза эмигранта» Г.Слуцки
- 1998 — «Ужин с дураком» Ф.Вебера [Пронзительная комедия, премьера 2 декабря года]
- 2000 — «Цена» А.Миллера
- 2003 — «Смешанные чувства» Ричарда Баэра[англ.] [Нежная комедия посвящается Леночке Черкасской, 10 октября 2003 года]
- 2004 — «Всё как у людей» Марк Камолетти (Комедия, 30 сентября 2004 года, в 2005 году — с Ингой Оболдиной)
- 2005 — «Морковка для Императора» Иржи Губач [Исторический анекдот, 1 декабря 2005 года]
- 2021 — «На посадку», Фарс в восьми сновидениях по пьесе А.Н. Островского «На всякого мудреца довольно простоты».

## Роли
- Телфинджер в спектакле «Инцидент» Н. Байера (в Ленинградском областном театре драмы)
- Женя Огарышев в спектакле «Репетитор» Я. Полонского (в Московском областном театре драмы)
- Треплёв в спектакле «Чайка» А. П. Чехова (в Московском театре им. Вл. Маяковского)
- Диомед в спектакле «Антоний и Клеопатра» в постановке Евгения Симонова (в Вахтанговском театре) (1971)
- «Много шума из ничего» С. И. Самсонова (1973)
- Автор и исполнитель собственных песен, которые исполнял в концертах Р. Д. Фурманова и К. А. Райкина.

Сыграл роль политобозревателя Центрального телевидения в фильме Владимира Меньшова «Зависть богов».

## Интервью
- 2008 — Леонид Трушкин. «Почему россиянам не интересен театр». — Москва, 2008.[10]
- 2007 — «Леонид Трушкин поставил на карту» / Алла Шендерова. — Москва: «Коммерсантъ», 2007.[6]
- 2002 — Леонид Трушкин. «Моё звание - деньги, которые приносят зрители». — Москва, 2002.[11]
- 2001 — Леонид Трушкин. «Свой театр я придумал в нью-йоркской пиццерии». — Москва, 2001.[12]
- 2001 — Леонид Трушкин. «Антреприза – это бизнес и запятая». — Москва, 2001.[13]
- 1999 — Леонид Трушкин. «Театр — это не только так, так и так» = «Своя глубина». — Москва, 1999.[14]